# László Rezes
László Rezes (ur. 12 sierpnia 1987 w Debreczynie) – węgierski piłkarz, występujący na pozycji pomocnika.